# Karl Stitzer
Karl Stitzer (* 28. Dezember 1896 in Königsberg; † 21. Dezember 1972 in Potsdam) war ein deutscher Schriftsteller.

## Leben und Werk
Stitzer war der Sohn eines Beamten. Er besuchte eine Oberschule und wurde danach im Ersten Weltkrieg zum Kriegsdienst eingezogen. Nach dem Krieg begann er 1919/20 eine Buchhandelslehre, arbeitete dann jedoch bis 1933 als Schutzpolizist in Schwerin. Er war Mitglied der SPD, wurde nach der Machtergreifung der Nationalsozialisten aus dem Staatsdienst entlassen. Er war erst stellunglos, dann Lagerarbeiter, Archivgehilfe und Straßenbahnfahrer. 1941 wurde er wegen Zersetzung der Wehrkraft zu drei Jahren Haft verurteilt.
Schon vor 1945 schrieb Stitzer gelegentlich kleinere Arbeiten wie Kurzgeschichten und Gedichte. Nach dem Zweiten Weltkrieg lebte er als freier Schriftsteller zunächst in Potsdam und später in Wildpark-West. Er wurde in der DDR durch humoristische und politisch-satirische Liedtexte und Gedichte bekannt, z. B. Go home, Jackie, An der Spree und an der Panke und Ballade von der Nichtexistenz, schrieb aber auch Erzählungen, Reportagen und Hörspiele. 
Sein Grab befindet sich auf dem Neuen Friedhof in Potsdam.

## Werke
- Wir bahnen den Weg. Gedichte (1950)
- Unter dem Himmel Griechenlands (1950, Hörspiel)
- Oradour (1954, Hörspiel)
- Mordprozess Oradour. Nach Prozeßberichten der „Humanité“ (1954, Tatsachenbericht)
- Was es nicht alles gibt (1954, humoristische Texte)
- Der Weltuntergang findet nicht statt (1956, Berichte und Erzählungen)
- Professor Julius Kunkels seltsame Erlebnisse (1959, humoristische Gedichte)
- Die Götter aus Frankreich (1960, Erzählungen)
- Der gerettete Pedant. Humoresken, Grotesken, Satiren (1961)
- Weil ich Arzt bin (1961, Erzählung)